# Wahlen in Uruguay 1950
- PCU: 2
- PSU: 2
- UC: 4
- PC: 53
- PN: 31
- PNI: 7

- UC: 1
- PC: 17
- PN: 10
- PNI: 2

Die Präsidentschafts- und Parlamentswahlen in Uruguay 1950 fanden am Sonntag, den 26. November 1950 statt.
Aus den gleichzeitig stattfindenden Präsidentschafts- und Parlamentswahlen ging die Partido Colorado, der zwei Sublemas angehörten, als Sieger hervor. Andrés Martínez Trueba (Lista 15) von der Partido Colorado wurde zum Präsidenten gewählt. Bei den Wahlen, deren Wahlsystem nach der relativen Mehrheit im sogenannten Lema-System ausgerichtet war, wurden sowohl der Präsident als auch die Abgeordneten und Senatoren im Rahmen einer Verhältniswahl für eine Amtszeit von vier Jahren gewählt.
Die Sitzverteilung für das Abgeordnetenhaus stellte sich wie folgt dar:
- Partido Colorado: 53,5 % (die beiden stärksten Sublema: Batllismo: 41,4 %; Libertad y Justicia: 12,1 %)
- Partido Nacional: 31,3 %
- andere Parteien: 15,2 %

Die Sitzverteilung in der Cámara de Senadores: 
- Partido Colorado: 56,7 %
- Partido Nacional: 33,3 %
- Andere Parteien:
  - Partido Nacional Independiente 6,7 %